# 지자흐주
지자흐주(우즈베크어: Jizzax viloyati, 러시아어: Джизакская область)는 우즈베키스탄의 행정 구역으로, 우즈베키스탄 중부에 위치하고 있으며 사마르칸트 주와 나보이 주, 시르다리야 주, 카자흐스탄, 타지키스탄과 인접해 있다.
지자흐 주는 11개 구로 구성되어 있으며 주도는 지자흐(인구 128,000명)이다. 주요 도시로 두스틀리크, 가가린, 갈랴아랄, 파흐타코르, 마르잔불라크가 있다. 1973년 시르다리야 주에서 분리되어 신설되었다.
지자흐 주의 기후는 전형적인 대륙성 기후를 띠며 대표적인 농산물로는 관개 농업을 통해 생산된 목화와 밀이 있다. 지자흐 주에서는 납과 아연, 철, 석회암 등 천연 자원이 생산되며 지자흐 주를 경유하는 포장 도로는 총연장 2,500km에 달한다.